# DBA Deutschland-Schweiz Erbschaftsteuer
Das Abkommen zwischen der Bundesrepublik Deutschland und der Schweizerischen Eidgenossenschaft zur Vermeidung der Doppelbesteuerung auf dem Gebiet der Nachlaß- und Erbschaftsteuer (Doppelbesteuerungsabkommen (DBA)) aus dem Jahr 1978 (BStBl. I 80, 594) ist ein völkerrechtlicher Vertrag zwischen Deutschland und der Schweiz. Es dient der Vermeidung der Doppelbesteuerung auf dem Gebiet der Erbschaftsteuer. Darin wird geregelt, in welchem Umfang das Besteuerungsrecht mit der Erbschaftsteuer der Bundesrepublik Deutschland oder der Schweiz für das in einem der beiden Vertragsstaaten belegene Vermögen zusteht. Das DBA soll vermeiden, dass bei Erbschaften, die in der Schweiz oder in Deutschland belegen sind, Erbschaftsteuer sowohl in der Schweiz als auch in Deutschland gezahlt werden muss.

## Geltungsbereich
Das DBA gilt nur für Erbfälle (Art. 2 Abs. 1,2 DBA), also nicht für Schenkungen. Zur Vermeidung der Doppelbesteuerung wendet Deutschland grundsätzlich die Anrechnungsmethode an (Art. 10 Abs. 1b DBA), außer für schweizerische Nachlassimmobilien von schweizerischen Staatsangehörigen, für die die Freistellungsmethode gilt (Art. 10 Abs. 1a DBA). Die Schweiz wendet generell die Freistellungsmethode an, sie darf aber von einem Progressionsvorbehalt Gebrauch machen (Art. 10 Abs. 2 DBA).

## Wegzügler
Sogenannte "Wegzügler" sind Personen, die in den letzten zehn Jahren vor der Aufgabe ihres Wohnsitzes in Deutschland dort mindestens fünf Jahre Wohnsitz hatten. Sie können bei einem Wegzug in die Schweiz und Verlagerung ihres Vermögens dorthin sechs Jahre lang durch die Bundesrepublik uneingeschränkt erbschaftbesteuert werden (Art. 4 Abs. 4 Satz 1 DBA). Ausnahmen bestehen für den Wegzug aus Deutschland in die Schweiz zur Aufnahme einer unselbstständigen Tätigkeit, bei Heirat mit einem Schweizer Staatsangehörigen oder wenn der Wegzügler im Zeitpunkt der Aufgabe der letzten ständigen Wohnstätte in der Bundesrepublik Deutschland Schweizer Staatsangehöriger war (Art. 4 Abs. 4 Satz 2 DBA).

## Wohnstätte des Erwerbers in Deutschland
Die Bundesrepublik Deutschland darf im Wege der überdachenden Besteuerung auch die uneingeschränkte Besteuerung eines in Deutschland ansässigen Erwerbers bei in der Schweiz ansässigem Erblasser aufrechterhalten, wenn der Erwerber in der Bundesrepublik Deutschland im Zeitpunkt des Todes des Erblassers seinen Wohnsitz in Deutschland hat (Art. 8 Abs. 2 Satz 1 DBA). Das gilt nicht, wenn zu diesem Zeitpunkt sowohl der Erblasser als auch Erwerber Schweizer Staatsangehörige sind (Art. 8 Abs. 2 Satz 4 DBA).